# 特雷斯科罗阿斯
特雷斯科罗阿斯是巴西南大河州的一个市镇。总面积185.535平方公里，总人口22905人，人口密度123.5人/平方公里。